# Musalia Mudavadi
Wycliffe Musalia Mudavadi (n.  ?) este un politician kenyan și economist specializat în domeniul fondului funciar, care ocupă în prezent funcția de Prim-Secretar al Cabinetului din Kenya, iar din 2023, și pe cea extinsă de ministru al Afacerilor Externe și pentru Diaspora din Kenya. Începând cu 1 noiembrie 2024, deține, de asemenea, funcția de ministru de interne, cu titlu interimar, succedându-l pe prof. Kithure Kindiki⁠(d), numit vicepreședinte după demiterea lui Rigathi Gachagua⁠(d). Este fostul lider al partidului Amani National Congress (ANC), una dintre formațiunile fondatoare ale alianței Kenya Kwanza.
După moartea tatălui său, Moses Mudavadi, în 1989, Musalia Mudavadi a intrat în politică, candidând și câștigând alegerile parțiale în circumscripția Sabatia, mandat pe care l-a deținut până în 2013. Mudavadi a ocupat funcția de al șaptelea vicepreședinte al Kenyei în anul 2002, sub președinția lui Daniel arap Moi⁠(d). A fost viceprim-ministru (2008–2013) și ministru al administrației locale (2008–2012) în guvernul de coaliție condus de Mwai Kibaki și Raila Odinga⁠(d). În mai 2012, Mudavadi a demisionat din funcția de ministru al administrației locale pentru a candida la alegerile prezidențiale din 2013 din Kenya, încheind cursa electorală pe locul al treilea. A fost vicepreședinte al partidului Orange Democratic Movement (ODM) (2005–2012) și lider al United Democratic Forum Party (UDF) din mai 2012 până în iulie 2015.

## Biografie
Mudavadi a fost crescut într-o familie creștină de confesiune quaker. Este de origine etnică maragoli, un subgrup al numeroasei comunități luhya din vestul Kenyei. După regretatul său tată, Moses S. B. Mudavadi, el este singurul alt politician kenyan care nu depune jurământul de învestire, deoarece credința sa interzice acest lucru.
Mudavadi a urmat cursurile școlii primare Nairobi Primary School, apoi ale instituțiilor Jamhuri și Nairobi School pentru nivelul A-levels, iar ulterior a studiat la Universitatea din Nairobi. A obținut o diplomă de licență în economie funciară. În ceea ce privește sportul, a jucat rugby pe postul de extremă atât pentru echipa liceului său, cât și pentru echipa universitară Mean Machine RFC.

### Viață personală
Mudavadi este căsătorit cu Tessie Mudavadi și împreună au trei copii: Moses, Michael și Maryanne.
Este un suporter al echipei de fotbal Manchester United din Premier League și al formației A.F.C. Leopards⁠(d) din Prima Ligă Kenyană, echipă pentru care a fost, la un moment dat, și patron. De asemenea, este pasionat de golf și rugby.
În anul 2019, și-a publicat autobiografia intitulată Musalia Mudavadi: Zburând deasupra furtunilor pasiunii.
În plus, Mudavadi este un admirator declarat al muzicii country de modă veche, avându-i ca artiști preferați pe Kenny Rogers și Dolly Parton.